# 张晓山
张晓山（1947年10月27日—），湖北蕲春人，汉族，中共党员。中国社会科学院学部委员，国务院特殊津贴专家，曾任中国社会科学院农村发展研究所所长。第十一、十二届全国人民代表大会湖北地区代表。

## 经历
张晓山的父亲为中国文艺理论家胡风，母亲为作家梅志。1960年，张晓山进入北京四中就读初中。1966年文革爆发未能高中毕业。1968年上山下乡期间到内蒙古土默特左旗插队劳动。1977年考入内蒙古师范学院，报考中文系，但被数学系录取（后经协调进入外语系学习）。1979年9月，考取中国人民大学农业经济系农业经济管理专业研究生，1982年获经济学硕士学位。1999年7月，以同等学力被中国社会科学院研究生院农业经济管理专业授予管理学博士学位。1982年9月起在中国社会科学院农村发展研究所工作，1998年10月至2010年任农村发展研究所所长。2008年，担任全国人大农业与农村委员会委员。2013年，担任全国人大农业与农村委员会委员。

## 著作
他的著作获得国家图书出版奖、国家科委颁发的全国信息系统优秀成果奖、孙冶方经济科学奖以及中国社科院优秀科研成果奖。